# Spanyol lépcső
A Spanyol lépcső (olaszul: Scalinata di Trinità dei Monti, franciául: Escalier de la Trinité-des-Monts), egy díszesen kiépített, szabadtéri kőlépcsősor Róma IV. kerületében (Campo Marzio), mely a domboldalon álló Santa Trinità dei Monti templomtól vezet le a Piazza di Spagna nevű térre. Eredeti olasz és francia nevét a tetején álló templomról, míg a német, angol és magyar nyelvben meghonosodott nevét a lábánál elterülő térről és az ott található Palazzo di Spagna palotáról kapta. Népszerű turistalátványosság.
A monumentális díszlépcső 135 lépcsőfokból áll. Építését Étienne Gueffier francia diplomata adományából és francia kölcsönökből finanszírozták. Megvalósítását diplomáciai egyezkedések előzték meg, mert a pápai állam területén álló Trinitá dei Monti templom és kolostor a francia Bourbon királyi ház védnöksége alatt állt, a lépcsősor alján a Piazza di Spagnán, a Monaldeschi palotában székelő spanyol nagykövetség és előtere pedig a spanyol Bourbon király felségterületét képezte. A lépcsőt 1723–1726 között építették Francesco de Sanctis és Alessandro Specchi építészek tervei alapján.

## Története

### Előzmények
A lépcső építését csaknem két évszázadra visszanyúló tervezés, viták és egyezkedések előzték meg. Már a 16. század végén felmerült, hogy a Pincio-dombon álló Trinità dei Monti templomhoz, melynek építését még XII. Lajos francia király finanszírozta, egy díszes kőlépcső vezessen, annak érdekében, hogy a templomot Róma központjából könnyen meg lehessen közelíteni. A domboldal ebben az időben csupán egy rendezetlen, elvadult növényzettel benőtt lejtő volt. A pápai levéltár az 1580-as évekből való tervrajzokat is őriz, melyek tanúsítják, hogy már XIII. Gergely pápa olyan lépcsőt akart építeni a római francia közösség templomához, amely a teljes homlokzattal azonos szélességű lett volna. A nagy költséggel járó lépcső megépítését akkorra tervezték, amikor a növekvő város beépítettsége eléri ezt a területet.
1647-ben a lejtő alján álló Monaldeschi palotába költözött a Spanyol Királyság nagykövetsége, a teret Piazza di Spagnának (Spanyol térnek) kezdték nevezni. A tér ebben az időben a spanyol nagyhatalom felségterületnek minősült. Minden külföldit, aki engedély nélkül a téren tartózkodott, a spanyolok őrizetbe vehettek és kötelező szolgálatra besorozhatták a spanyol hadseregbe. A pápai államból menekülők a téren menedékjogot is kérhettek és kaphattak.
A 17. században még csak falépcső vezetett fel a térről a templomhoz, erről Gaspar van Wittel 1683-as vízfestménye tanúskodik a római Galleria Nazionaléban.
A nagyra törő városfejlesztési terveket megálmodó pápák méltatlannak találták a térhez csatlakozó gondozatlan domboldalt, és széles, jól belátható díszlépcsőrendszert kívántak a helyére építeni, mely jelképesen összeköti a két rivális nagyhatalom fennhatósága alatt álló francia templomot és spanyol palotát. A korábbi római francia nagykövet, Etienne Gueffier, 1661-ben bekövetkezett halálakor végrendeletében jelentős összeget (10 000 scudót) hagyományozott a lépcső megépítésére azzal, hogy amilyen gyorsan csak lehet megépítsék a templomhoz vezető díszlépcsőt. Ennek ellenére még fél évszázadot kellett várni, míg az akkori pápa, XI. Kelemen 1717-ben végre kiírta az első tervpályázatot. A késedelem hátterében a pápa és a francia királyok századokon átívelő presztízsharca állt.
A Rómában nevelkedett Mazarin bíboros, XIV. Lajos francia király főminisztere is személyes ügyének tekintette a lépcső megépítését, és 1664-ben követén keresztül egy tervet terjesztett VII. Sándor pápa elé, melynek megvalósítását a franciák készek voltak finanszírozni. A terv szerint a lépcsőt egy XIV. Lajost ábrázoló monumentális lovasszobor díszítette volna, amely a pápai állam számára elfogadhatatlan volt, így ez a terv nem valósulhatott meg. Mazarin bíboros 1661-ben, VII. Sándor 1667-ben elhunyt. Az egyeduralkodó XIV. Lajos továbbra is saját lovasszobrot követelt, az egymást követő pápák ezt visszautasították. Közben Gueffier végrendeletét egy unokaöccse megtámadta, a bíróság a pénz felét neki ítélte. A király és a pápa nézeteltérésének eredményeként fél évszázadig semmi sem történt, a lépcső tervei feledésbe merültek. A lépcső megvalósítására vonatkozó tervek XIV. Lajos halála (1715) után kerültek ismét előtérbe.

### A lépcsősor megépítése
A két állam viszonyának rendeződését követően, XI. Kelemen pápa javaslatára, 1717-ben pályázatot írtak ki a lépcső terveire. A pápa a jónevű Alessandro Specchi építészt, Carlo Fontana tanítványát akarta megbízni a feladattal, aki már bizonyította tehetségét:  1703–1705 ő építette Róma városi kikötőjének, a Porto di Ripettának rakpartjait, a Tevere folyó partján, ahol ehhez hasonló impozáns lépcsősorokat tervezett és valósított meg. (A Ripetta-kikötő létesítményeit a 19. század végén lebontották).
1721-ben XI. Kelemen elhunyt. Utódja, XIII. Ince (del Conti bíboros) 1723-ban új pályázatot írt ki, és Specchivel szemben az addig jóformán ismeretlen Francesco De Sanctis építészt bízta meg a munkával. De Sanctis munkásságáról keveset tudunk, személyét a franciák favorizálták, közelebbről nem ismert okokból. A lépcső tervezésén az eredeti építésszel, Alessandro Specchivel együtt dolgozott. Sokáig úgy tartották, a győztes terveket Specchi készítette, és De Sanctis valójában ezekből dolgozott. 1726-ban De Sanctis tervrajzairól Girolamo Rossi rézmetszeteket készített, XV. Lajosnak címzett hosszú tisztelgő ajánlással. Még 1721-ben XIII. Ince pápának sikerült keresztülvinnie akaratát, a lépcsőt római stílusban tervezték meg, az uralkodó XV. Lajosnak el kellett fogadnia, hogy az áhított lovas királyszobor helyett csak tisztelgő emléktáblát kap.
A lépcső építése végül 1723-ban kezdődött meg, és 1726-ban fejeződött be. A Francia Királyság által nyújtott nagyvonalú hitelből finanszírozták. A Santa Trinità dei Monti templomhoz vezető díszlépcsőt XIII. Benedek pápa nyitotta meg ünnepélyesen, az 1725-ös jubileumi egyházi év keretében, azonban a befejező munkálatok még további egy évig tartottak.

## Stílusa és kialakítása
Francesco de Sanctisnak úgy kellett megterveznie a lépcsőt, hogy az jól illeszkedjen a háromszög alakú Piazza di Spagna tér geometriájához, és az egymást itt keresztező két sugárút, az észak-déli Via del Babuino és a nyugat-keleti Via Condotti által meghatározott kilátási irányokhoz. Figyelnie kellett a lejtő felszínének szabálytalan hajlásaira is. A tervezés során de Sanctis mesteri módon alkalmazta a barokk építészet stílusjegyeit és a perspektíva innovatív felhasználását. Az így kialakult trompe-l’oeil-effektus miatt a Piazza di Spagna és a Piazza Trinità dei Monti közötti jelentős magasságkülönbség kevésbé tűnik drámainak. A végleges tervek kialakítása során de Sanctis számos elemet beépített Specchi terveiből; a lépcső kialakítása jelentős hasonlóságot mutat a Specchi által tervezett Porto di Ripetta kikötő központi témájával. A felső egység az eredeti formájában mutatja be a témát, míg az alsó annak tagolt és lendületes variációja.
A Piazza di Spagnaról egy központi lépcső és két, azzal párhuzamos oldalsó lépcsősor vezet felfelé, amelyek a lejtő egyharmadánál egy teraszban futnak össze. Ezt követően a lépcsősor ismét kettéválik, és két oldalról, ívesen megkerüli a központi teraszfalat. A teraszról egy szűkülő központi lépcső vezet tovább, amely a felső teraszfal előtt ismét kettéválik, és végül a Trinità dei Monti templom előtti térhez érkezik. A lépcső három részre osztása a hegyen álló, a Szentháromságnak szentelt templomra is utal. A lépcsősor tengelye nem merőleges a templom homlokzatára; így a tökéletes szimmetria hiánya és a teraszfalakat ívesen megkerülő oldallépcsők egy könnyed, hullámzó hatást keltenek. A lépcső hullámzó térhatását fokozza, hogy a lépcsőfokok egyes csoportjai konvex (kifelé hajló), más csoportok konkáv (homorú) vonalvezetésűek. A lépcső építészeti elemeit – így az alsó szinten a négy kőgolyót – a Bourbon-liliom és XIII. Ince pápa sasos-koronás domborműves címere díszíti. E szimbólumok arányát gondosan kiegyensúlyozták, a pápai hatalom és a fő finanszírozó, a francia monarchia közötti kompromisszumként.
Az elkészült lépcsőrendszer 23 méter magas, hosszúsága 68 méter, szélessége a középső terasznál 42 méter, amely a legfelső kétágú szakaszán 52 méter szélesre nyílik. Összesen 135 lépcsőfokból áll, a legalsó vízelvezető kőperemet gyakran (tévesen) hozzászámolják, mint 136-ik lépcsőfok.
A lépcső tulajdonképpen a Rómában kedvelt barokk kerti lépcsősorok nagy formátumú változata. Hasonló stílusú, elágazó, teraszos lépcsősorokat korábban Donato Bramante épített a vatikáni Apostoli Palota Belvedere-udvarához (Cortile del Belvedere). Eltérő szögű, megformázott lépcsősorokat elsőként Michelangelo tervezett a firenzei Biblioteca Laurenzianához.
Gueffier alapítványának emlékezetére a megépült lépcső alsó részén egy emléktáblát helyeztek el, melynek felirata latinul: OPUS AUTEM VARIO RERUM INTERVENTU, azaz „különféle közbejövő dolgoknak”, mely talán az építést hosszan akadályozó körülményekre utalhat.

## A megvalósult lépcső
1733-ban XII. Kelemen pápa a lépcsősor tetejére, a Trinitá templom homlokzata elé, a francia lovas királyszobor tervezett helyére egy egyiptomi obeliszket akart felállítani, amely egykor Caius Sallustius Crispus római politikus, történetíró kertjét díszítette (Obelisco Sallustiano). Az önmagában 14 méteres kőoszlop a talapzatával együtt 31 méter magasra nyúlt; üzenete egyértelműen a pápai hatalom szupremáciáját hangsúlyozta a francia királyi hatalom felett. A francia követség tiltakozása miatt az obeliszk felállítását évtizedekre félretették, a munkálatokat csak a francia forradalmat közvetlenül megelőző években kezdték el, amikor XVI. Lajos királyt belső politikai és gazdasági nehézségek kötötték le. 1787. február 13-án a Rómába látogató Goethe tanúja volt az alapozási munkák kezdetének. (A látottakról „Utazás Itáliában” és a „Római karnevál” című műveiben írt.) Végül az obeliszket a francia monarchiát megdöntő forradalom előestéjén, 1789-ben avatták fel.
1769-re a Spanyol lépcső már nagyon rossz műszaki állapotba került, erről Joseph de Lalande írt „Egy francia utazásai Itáliában” c. művében. Többször restaurálták, legutóbb 1995-ben és (rongálást követően) 2015-ben. A felújított lépcsősort 2016. szeptember 21-én nyitották meg.

## A Bárka-szökőkút
A lépcső előtt, a Piazza di Spagnán található a Bárka-szökőkút (Fontana della Barcaccia), melyet Pietro Bernini (Giovanni Lorenzo Bernini apja) készített 1627-ben, VIII. Orbán pápa (Maffeo Barberini) megrendelésére. A hagyomány szerint 1598 karácsonyán a Tevere kiöntött medréből, az árvíz egy ladikot idáig sodort, ennek emlékére tervezte Bernini a szökőkutat csónakformára.
A kutat 2013 szeptemberétől 2014 őszéig gondosan letisztították, restaurálták és konzerválták, mintegy 210 000 euro költséggel. Röviddel ezután, 2015. február 19-én az UEFA Európa Liga keretében megrendezett, AS Roma elleni mérkőzésre érkező Feyenoord-huligánok súlyosan megrongálták a szökőkutat és környezetét. 
A kút olyan mértékű károkat szenvedett, hogy annak nyomait a római Műemlékvédelmi Hivatal vizsgálata szerint csak részben lehetett helyreállítani.

## A lépcső napjainkban
A térbe torkolló Via Condotti elején található a Caffè Greco, amely a 19. században a „német-rómaiak” (Deutschrömer, azaz a Rómában élő német entellektüellek) és a nazarénus művészvilág kedvelt találkozóhelye volt, erre a kávéházban kiállított emléktárgyak és műalkotások emlékeztetnek.
A lépcső mindig is a turisták egyik kedvelt tartózkodási helye volt. A 2010-es évekre az itt időző, alvó, étkező, szemetelő turistatömegek a lépcső normális használatát már lehetetlenné tették. Az általuk okozott szennyezés és a lépcső sérülései miatt korlátozásokat léptettek érvénybe, a lépcsőt hosszabb-rövidebb időtartamra lezárták. 2019 óta tilos a lépcsőn üldögélni.

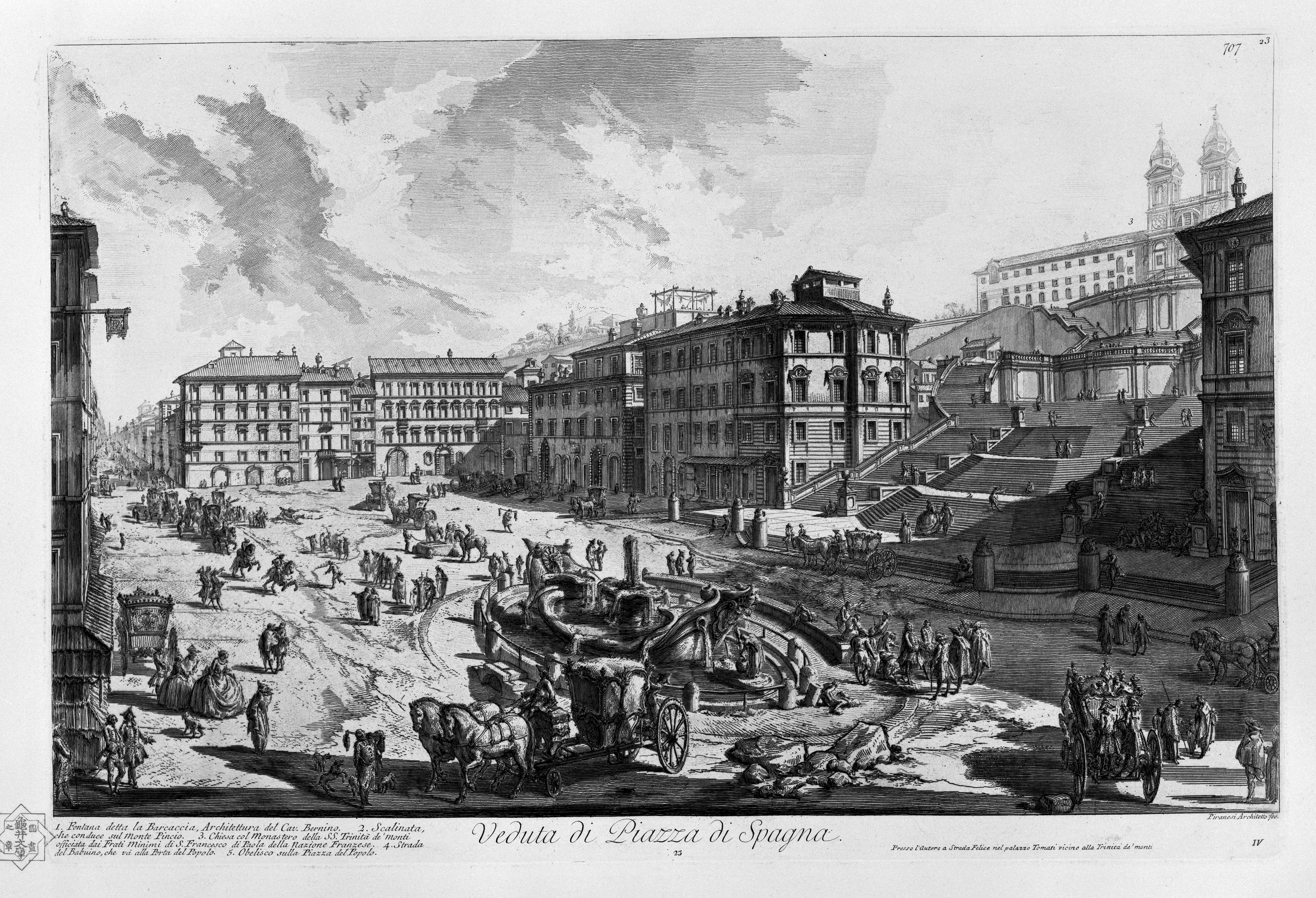
Piazza di Spagna (1748)
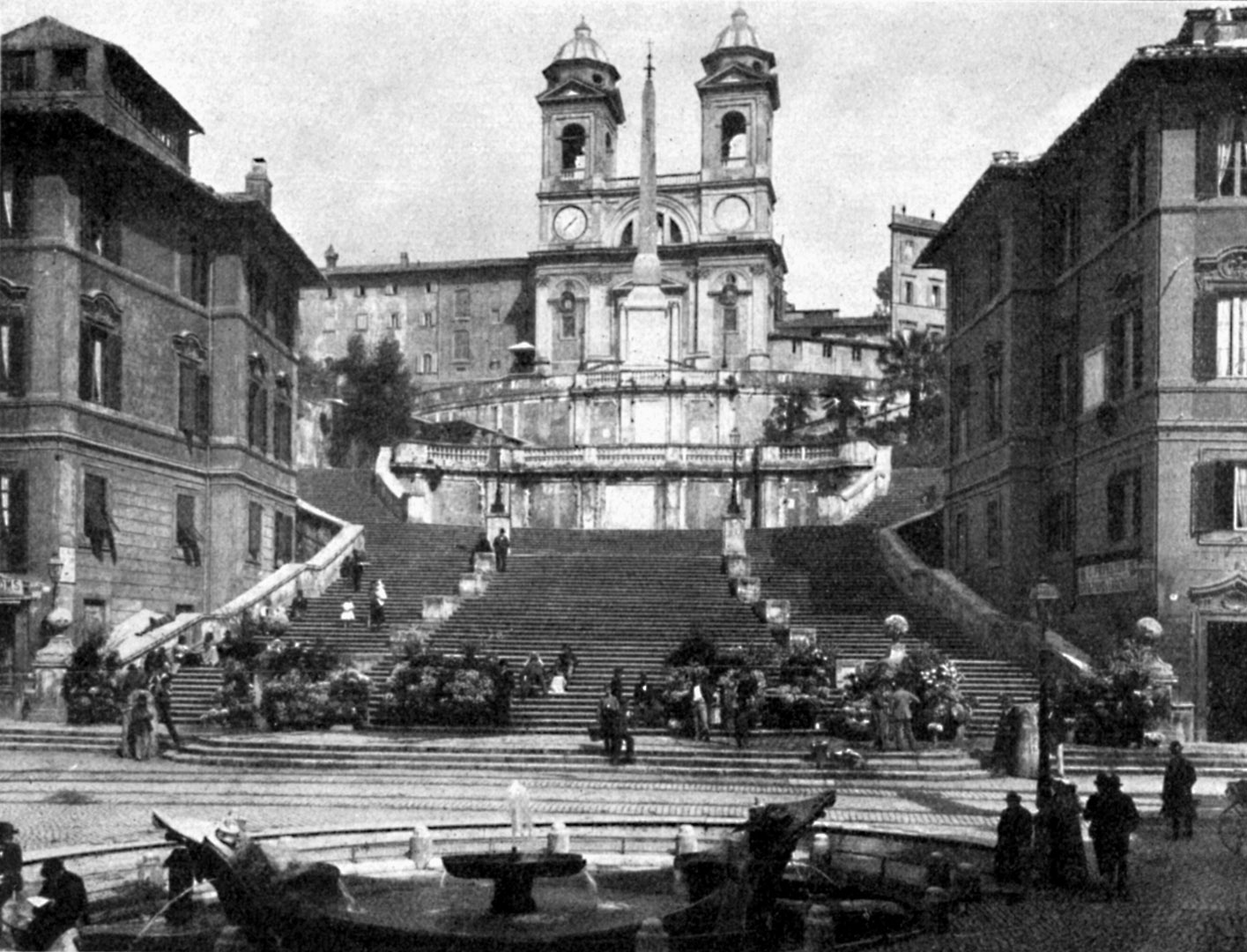
A Spanyol lépcső és a Trinità dei Monti (1900)
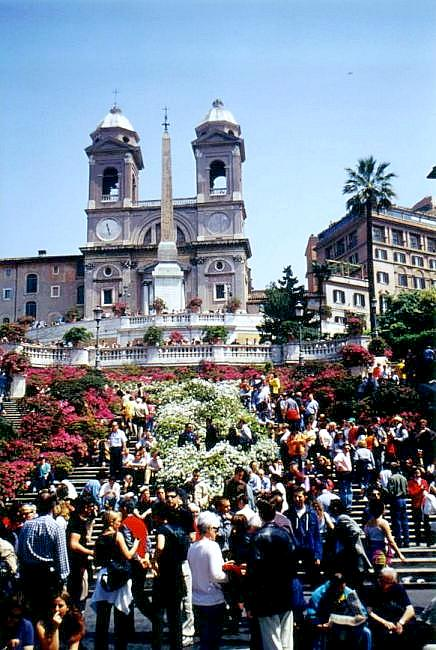
A Spanyol lépcső (2000)
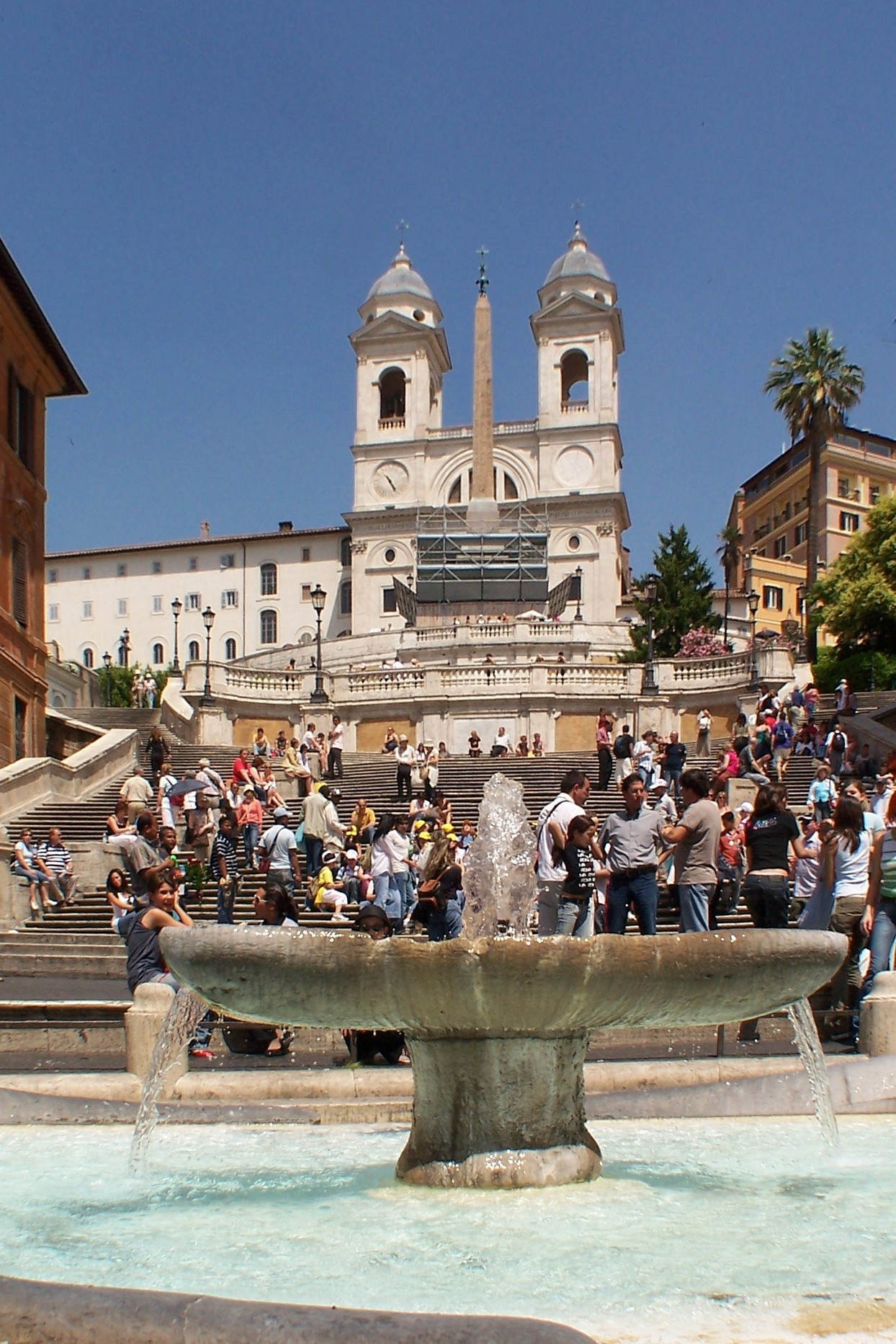
A Spanyol lépcső (2007 májusa)
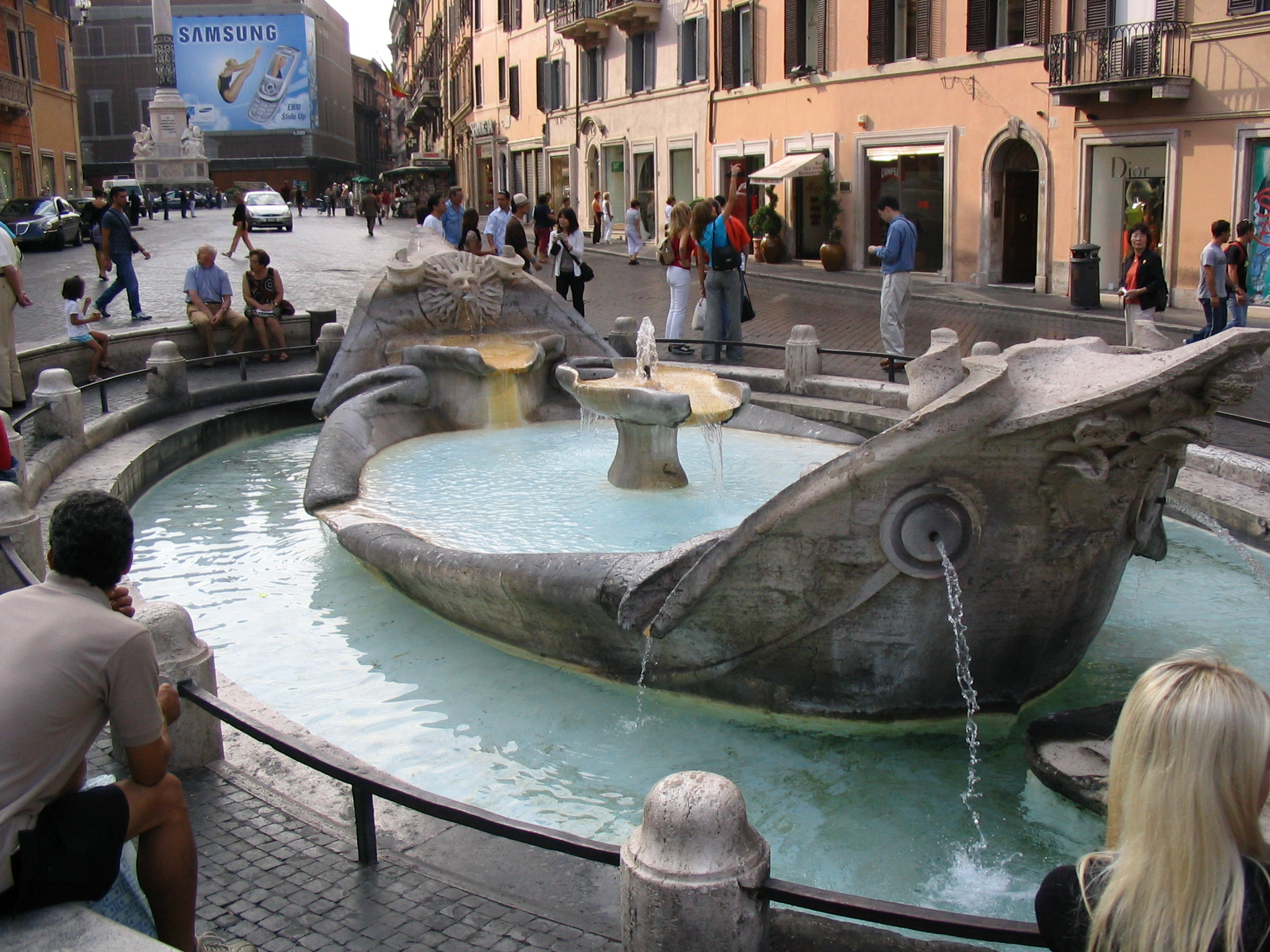
A Bárka-szökőkút

## Kapcsolódó információk
- Fajth Tibor, Dr. Dombi Tibor. Itália (útikönyv). Budapest: Panoráma, 484-485. o. (1965)
- Pogány Frigyes. Róma. Budapest: Corvina Kiadó, 315-323. o. (1967)
- Reinhard Raffalt. Concerto Romano (német nyelven). München: Prestel (1955/1999). ISBN 3-7913-2236-2
- Wolfgang Lotz (1969). „Die Spanische Treppe. Architektur als Mittel der Diplomatie” (német nyelven). Römisches Jahrbuch für Kunstgeschichte. Bibliotheca Hertziana, Tübingen 12, 39–94. o, Kiadó: Wasmuth.. ISSN 0258-557X.
- Roland Günter. Rom, spanische Treppe: Architektur, Erfahrungen, Lebensformen (német nyelven). Hamburg: VSA (1978). ISBN 3-87975-155-2

- Róma legszebb lépcsősora, a Spanyol-lépcső. Világutazó (vilagutazo.net), 2014. január 2. (Hozzáférés: 2020. október 13.)
- Die Spanische Treppe in Rom (német nyelven). rom.sehenswuerdigkeiten-online.de. (Hozzáférés: 2020. október 11.)
- Spanish Steps - Piazza di Spagna (panorámaképek) (angol nyelven). italyguides.it. (Hozzáférés: 2020. október 11.)
- Scalinata di Trinità dei Monti (olasz nyelven). Sovrintendenza Capitolina ai Beni Culturali (sovraintendenzaroma.it). (Hozzáférés: 2020. október 11.)